# Calubian

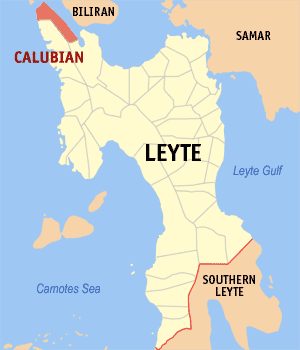
Bản đồ Leyte với vị trí của Calubian

Calubian là một đô thị hạng 4 ở tỉnh Leyte, Philippines. Theo điều tra dân số năm 2000 của Philipin, đô thị này có dân số 28.421 người trong 6.450 hộ.

## Các đơn vị hành chính
Calubian được chia ra 53 barangay.
| - Abanilla - Agas - Anislagan - Bunacan - Cabalquinto - Cabalhin - Cabradilla - Caneja - Cantonghao - Caroyocan - Casiongan - Cristina - Dalumpines - Don Luis - Dulao - Enage - Espinosa - Garganera | - Ferdinand E. Marcos - Garrido - Guadalupe (Guadalupe Mendoza) - Gutosan - Igang - Inalad - Jubay - Juson - Kawayan Bogtong - Kawayanan - Kokoy Romualdez - Labtic - Laray - M. Veloso - Mahait - Malobago - Matagok - Nipa | - Obispo - Ol-ug - Pagatpat - Pangpang - Patag - Pates - Pal-ug - Padoga - Petrolio - Poblacion - Railes - Tabla - Tagharigue - Tuburan - Villahermosa - Villalon - Villanueva |